# Mannemariamruth Mahalkaval, Gubbi
Mannemariamruth Mahalkaval là một làng thuộc tehsil Gubbi, huyện Tumkur, bang Karnataka, Ấn Độ.